# 奇爾馬克 (麻薩諸塞州)
奇爾馬克（英語：Chilmark）是一個位於美國麻薩諸塞州杜克斯縣的鎮。

## 人口
根據2020年美國人口普查的數據，奇爾馬克的面積為260.10平方千米，當中陸地面積為49.30平方千米，而水域面積為210.80平方千米。當地共有人口1212人，而人口密度為每平方千米5人。